# Rudolf Uhliarik
Rudolf Uhliarik ist ein ehemaliger tschechoslowakischer Radrennfahrer und nationaler Meister im Radsport.

## Sportliche Laufbahn
Uhliarik war im Straßenradsport aktiv. Die nationale Meisterschaft im Straßenrennen gewann er 1957 vor Josef Křivka.
In der Slowakei-Rundfahrt wurde er 1954 8., 1955 4. der Gesamtwertung. Die Internationale Friedensfahrt bestritt er 1958 und belegte den 66. Platz im Endklassement.